# Европско првенство у атлетици у дворани 1981 — скок увис за мушкарце
Такмичење у скоку увис у мушкој конкуренцији на 12. Европском првенству у атлетици у дворани 1981. године одржано је 21. фебруара. у Палати спортова у Греноблу, Француска.
Титулу европског првака освојену на Европском првенству у дворани 1980. у Зинделфингену бранио је Дитмар Мегенбург из Западне Немачке.

## Земље учеснице
Учествовала су 24 скакача увис из 16 земаља.
1. Аустрија (2)
2. Чехословачка (1)
3. Источна Немачка (1)
4. Финска (1)
5. Француска (3)
6. Уједињено Краљевство (1)
7. Грчка (1)
8. Мађарска (1)
9. Италија (3)
10. Пољска (1)
11. Совјезски Савез (2)
12. Шпанија (1)
13. Шведска (1)
14. Швајцарска (1)
15. Западна Немачка (3)
16. Југославија (1)

## Рекорди
| Рекорди пре почетка Европског првенства у дворани 1981.     | Рекорди пре почетка Европског првенства у дворани 1981. | Рекорди пре почетка Европског првенства у дворани 1981. | Рекорди пре почетка Европског првенства у дворани 1981. | Рекорди пре почетка Европског првенства у дворани 1981. | Рекорди пре почетка Европског првенства у дворани 1981. |
| ----------------------------------------------------------- | ------------------------------------------------------- | ------------------------------------------------------- | ------------------------------------------------------- | ------------------------------------------------------- | ------------------------------------------------------- |
| Светски рекорд                                              | Владимир Јашенко                                        | Совјетски Савез                                         | 2,35                                                    | Милано, Италија                                         | 12. март 1978.                                          |
| Европски рекорд                                             | Владимир Јашенко                                        | Совјетски Савез                                         | 2,35                                                    | Милано, Италија                                         | 12. март 1978.                                          |
| Рекорди европских првенстава                                | Владимир Јашенко                                        | Совјетски Савез                                         | 2,35                                                    | Милано, Италија                                         | 12. март 1978.                                          |
| Најбољи светски резултат сезоне у дворани                   | Нат Пејџ                                                | САД                                                     | 2,29                                                    | Њујорк, САД                                             | 6. фебруар 1981.                                        |
| Најбољи европски резултат сезоне у дворани                  | Јосеф Храбал                                            | Чехословачка                                            | 2,26                                                    | Праг, Чехословачка                                      | 19. јануар 1981.                                        |
| Рекорди после завршеног Европског првенства у дворани 1981. |                                                         |                                                         |                                                         |                                                         |                                                         |
| Нових рекорда није било.                                    |                                                         |                                                         |                                                         |                                                         |                                                         |

## Најбољи европски резултати у 1981. години
Најбољи европски такмичари у скоку увис у дворани 1981. године пре почетка првенства (21. фебруара 2017), имали су следећи пласман на европској и светској ранг листи. (СРЛ)
| 1. | Јозеф Храбал     | Чехословачка    | 2,28 | 10. јануар  | 3. СРЛ |
| 1. | Роланд Далхојзер | Швајцарска      | 2,28 | 8. фебруар  | 3. СРЛ |
| 1. | Јацек Вшола      | Пољска          | 2,28 | 13. фебруар | 3. СРЛ |
| 1. | Карло Тренхард   | Западна Немачка | 2,28 | 13. фебруар | 3. СРЛ |
| 5. | Дитмар Мегенбург | Западна Немачка | 2,27 | 7. фебруар  | 7. СРЛ |
| 5. | Јерг Фрајмут     | Западна Немачка | 2,27 | 11. фебруар | 7. СРЛ |

Такмичари чија су имена подебљана учествују на ЕП 1981.

## Освајачи медаља
|                             |                                |                                  |
| Роланд Далхојзер Швајцарска | Карло Тренхард Западна Немачка | Дитмар Мегенбург Западна Немачка |

## Резултати

### Финале
| Пласман | Атлетичар          | Земља                | Резултат | Белешка |
| ------- | ------------------ | -------------------- | -------- | ------- |
|         | Роланд Далхојзер   | Швајцарска           | 2,28     | =НРд    |
|         | Карло Тренхард     | Западна Немачка      | 2,25     |         |
|         | Дитмар Мегенбург   | Западна Немачка      | 2,25     |         |
| 4.      | Владимир Грањенков | { Совјезски Савез    | 2,25     |         |
| 5.      | Франк Боне         | Француска            | 2,19     |         |
| 6.      | Стефан Карлсон     | Шведска              | 2,19     |         |
| 5.      | Јерг Фрајмут       | Источна Немачка      | 2,19     |         |
| 6.      | Кжиштоф Кравчик    | Пољска               | 2,19     |         |
| 6,      | Андре Шнајдер      | Западна Немачка      | 2,19     |         |
| 10.     | Марко Тамбери      | Италија              | 2,19     |         |
| 11.     | Рамон Дијаз        | Француска            | 2,15     |         |
| 12.     | Готфрид Витгрубер  | Аустрија             | 2,15     |         |
| 13.     | Волфганд Чирк      | Аустрија             | 2,15     |         |
| 14.     | Бернар Bachorz     | Француска            | 2,15     |         |
| 15.     | Мартин Перарнау    | Шпанија              | 2,15     |         |
| 16.     | Марк Нејлор        | Уједињено Краљевство | 2,15     |         |
| 17.     | Лоренцо Бјанки     | Италија              | 2,15     |         |
| 18.     | Јуха Порка         | Финска               | 2,10     |         |
| 19.     | Тибор Герштенбреи  | Мађарска             | 2,10     |         |
| 20.     | Паоло Борги        | Италија              | 2,10     |         |
| 21.     | Јиндрих Вондра     | Чехословачка         | 2,10     |         |
| 22.     | Данијел Темим      | Југославија          | 2,10     |         |
| 23.     | Димитриос Патронис | Грчка                | 2,05     |         |
|         | Алексеј Демјањук   | Совјезски Савез      | БП       |         |

## Укупни биланс медаља у скоку увис за мушкарце после 11. Европског првенства у дворани 1970—1981.
|    | Земља           |    |    |    |    |
| -- | --------------- | -- | -- | -- | -- |
| 1. | Совјетски Савез | 5  | 3  | 1  | 9  |
| 2. | Мађарска        | 3  | 2  | 1  | 6  |
| 3. | Западна Немачка | 1  | 1  | 4  | 6  |
| 4. | Чехословачка    | 1  | 1  | 1  | 3  |
| 5. | Пољска          | 1  | 1  | 0  | 2  |
| 6. | Швајцарска      | 1  | 0  | 0  | 1  |
| 7, | Источна Немачка | 0  | 3  | 0  | 3  |
| 8. | Француска       | 0  | 1  | 0  | 1  |
| 9. | Румунија        | 0  | 0  | 2  | 2  |
| 10 | Грчка           | 0  | 0  | 1  | 1  |
| 10 | Холандија       | 0  | 0  | 1  | 1  |
| 10 | Шведска         | 0  | 0  | 1  | 1  |
|    | Укупно {12}     | 12 | 12 | 12 | 36 |

|    | Атлетичар        | Земља           |   |   |   |   |
| -- | ---------------- | --------------- | - | - | - | - |
| 1. | Иштван Мајор     | Мађарска        | 3 | 1 | 0 | 4 |
| 2. | Владимир Јашенко | Совјетски Савез | 2 | 0 | 0 | 2 |
| 3. | Кестутис Шапка   | Совјетски Савез | 1 | 1 | 0 | 2 |
| 3. | Јацек Вшола      | Пољска}         | 1 | 1 | 0 | 2 |
| 5. | Владимир Мали    | Чехословачка    | 1 | 0 | 1 | 2 |
| 5. | Дитмар Мегенбург | Западна Немачка | 1 | 0 | 1 | 2 |
| 7. | Ролф Бајлшмит    | Источна Немачка | 0 | 2 | 0 | 2 |
| 8. | Ендре Келемен    | Мађарска        | 0 | 1 | 1 | 2 |
| 9. | Јири Тармак      | Совјетски Савез | 0 | 1 | 1 | 2 |